# 真崎甚三郎
真崎甚三郎（日语：〔〕／，1876年11月27日—1956年8月31日），日本陸軍軍官，陸士9期、陸大19期毕业生。陸軍大将军衔。荣典为正三位勲三等功四級。
1931年8月1日以日軍陸軍第1師團中將團長身分調往台灣擔任台灣軍司令官，1932年1月8日免。日本军部皇道派中心人物之一。皇道派青年军官在1936年发起二二六事件遭镇压后失势。
弟弟是海軍少将、衆議院議員真崎胜次。長子真崎秀树任外務省、宫内厅官僚，长期担任昭和天皇的翻译官。

## 生平
佐贺县人，父亲真崎要七是中農，他是长子。1895年12月佐賀中学（現佐賀县立佐賀西高等学校）毕业後，1896年9月以士官候補生进入日本陸軍士官学校和日本陆军大学。日俄战争中任步兵第46連隊中隊長。1907年陸大第19期毕业後，恩賜軍刀成为军官，同期毕业的有荒木贞夫、阿部信行、松木直亮、本庄繁、小松慶也等。
第一次世界大战中，真崎甚三郎在久留米任俘虜收容所所長，因虐待俘虏引起美国使馆强烈抗议。
此后歴任陸軍大佐、軍務局軍事課長、近衛步兵第1連隊長、陸軍少将、步兵第1旅団長、陸軍士官学校本科長、教授部長兼幹事、陸軍士官学校長、陸軍中将、第8師团長等。
1929年7月1日，真崎甚三郎转任第1师团長，1931年8月，本来按顺序真崎甚三郎应调任关东军司令官，但由于本庄繁被任命为关东军司令官，真崎改任台湾军司令官。
1932年1月，犬养毅内閣的陸軍大臣荒木貞夫将他提拔为参謀次長，两人以国家革新为口号形成皇道派，在大尉以上的青年军官中有极大地威望，与另一派系统制派争夺掌控军部。
1933年6月，真崎甚三郎以大将军衔、軍事参議官转为闲职。
1934年1月，就任陆军教育总监，不久荒木辞去陸軍大臣，统制派的林铣十郎任陆相，两派关系激化，林铣十郎在参谋总长闲院宫载仁亲王的支持下解除真崎教育总监职务，真崎的罢免引起皇道派军官极大不满，同年8月发生相泽事件，统制派首脑永田铁山被陸軍中佐相泽三郎斩杀於其办公室。
1936年2月26日，皇道派军人在荒木貞夫、真崎甚三郎等首脑的默认下，发动帝都不祥事件（二二六兵变、二二六事件），最后遭到镇压，3月10日真崎被编入预备役，4月21日开始接受宪兵的审问。在往后的1个月中他接受了共六次的调查，7月6日，真崎以“企图利用叛乱军”的罪名被陆军刑务所拘留，他在预审的时候就开始否认一切控诉理由，主张自己含冤。从1937年的元旦，他开始绝食。也拒绝家人的面会。军方担心他有自杀倾向，安排他住院治疗。2月20日出院。6月1日军法会议公判召开，真崎依然坚决否定一切控诉理由。军法官矶村年大将后来对荒木说，真崎只有死罪和无罪，既然他不肯依照武士道原则切腹，那就只好放了他。但又怕下令把他关起来的寺内寿一失了面子，就把寺内外放为华北派遣军司令，等到寺内到了中国以后的9月25日，真崎被东京陆军军法会议判处无罪。此后，林铣十郎曾经拜访真崎求得谅解，友人也撮合让其与宿敌宇垣一成握手言和，但是都被他拒绝了。
1941年，在太平洋战争期间，他的两个儿子和6个外甥陸續死于战场，再加上真崎本身被赶出现役坐冷板凳所受的打击，使得他晚年身体更加衰弱。1945年11月19日，日本战败投降后，真崎作为第二批甲级战犯被逮捕，关押于巢鸭监狱，但因為政治上失勢，1947年9月東京軍事法庭判斷給予其不起訴處分，将他释放。1956年（昭和31年）8月31日卒於自宅。

## 年譜[5]
- 1897年（明治30年）11月 - 日本陸軍士官学校毕业（士候9期）。
- 1898年（明治31年）6月 - 少尉任官。步兵第46連隊附。
- 1899年（明治32年）5月 - 对馬警備隊附
- 1900年（明治33年）11月 - 進級中尉。
  - 12月 - 陸軍士官学校附（区隊長）。
- 1904年（明治37年）2月 - 参加日俄战争（～1905年12月）。
  - 6月 - 進級大尉。步兵第46連隊中隊長。
- 1907年（明治40年）11月 - 陸軍大学校毕业（19期恩賜）。陸軍省軍務局任职。
- 1908年（明治41年）10月 - 軍務局課員（軍事課）。
- 1909年（明治42年）1月 - 進級少佐。
- 1911年（明治44年）5月 - 駐在德国（～1914年6月）。
- 1914年（大正3年）6月 - 步兵第42連隊大隊長。
  - 11月 - 進級中佐。步兵第53連隊附。
- 1915年（大正4年）5月25日 - 久留米俘虜收容所長。
- 1916年（大正5年）11月15日 - 教育总监部第2課長。
- 1918年（大正7年）1月18日 - 進級大佐。
- 1920年（大正9年）8月10日 - 陸軍省軍事課長。
- 1921年（大正10年）7月20日 - 近衛步兵第1連隊長。
- 1922年（大正11年）8月15日 - 進級少将。歩兵第1旅团長。
- 1923年（大正12年）8月6日 - 陸軍士官学校本科長。
- 1924年（大正13年）3月 - 出使欧美（～9月）。
- 1925年（大正14年）5月1日 - 陸軍士官学校幹事兼教授部長。
- 1926年（大正15年）3月2日 - 陸軍士官学校校長。
- 1927年（昭和2年）3月5日 - 進級中将。
  - 8月26日 - 第8师团長。
- 1929年（昭和4年）7月1日 - 第1师团長。
- 1931年（昭和6年）8月1日 - 台湾军司令官。
- 1932年（昭和7年）1月7日 - 参謀次長。特賜親任官待遇[6]。
- 1933年（昭和8年）6月19日 - 晋升大将。軍事参議官。
- 1934年（昭和9年）1月23日 - 教育总监 兼 軍事参議官。
- 1935年（昭和10年）7月16日 - 軍事参議官。
- 1936年（昭和11年）3月10日 - 編入预备役。
- 1941年（昭和16年） - 任佐賀县教育会長。

## 荣典
- 勲一等旭日大綬章：1934年（昭和9年）4月29日
- 功四級金鵄勲章
- 勲一等瑞宝章
- レジオンドヌール勲章 コマンドゥール
- 一等战功十字章（英语：Military Cross (Belgium)）
- ペルー太陽勲章（英语：Order of the Sun of Peru） グランドクロス

## 脚注
1. ↑  佐々木二郎. . 芙蓉書房. 1981: 42. ISBN 4122035538 （日语）.
2. ↑  秦郁彦. . 文春文庫. 1987. ISBN 4167453010 （日语）.
3. ↑  陸軍現役将校同相当官実役停年名簿. 昭和10年9月1日調 （页面存档备份，存于）16ページ
4. ↑  真崎秀樹. . 中央公論新社. 1999. ISBN 4122035538 （日语）.
5. ↑  「国立国会図書館 リサーチ・ナビ  『真崎甚三郎関係文書』 （页面存档备份，存于）」
6. ↑  .   [2014-02-05]. （原始内容存档于2016-03-04）.